# Batman (jeu vidéo, 1989)
Pour les articles homonymes, voir Batman (homonymie).
Batman (ou Batman: The Movie) est un jeu vidéo d'action développé et édité par Ocean Software, sorti en 1989 sur Amiga, Amstrad CPC, Atari ST, Commodore 64, GX-4000, MSX, PC et ZX Spectrum. Il est inspiré du film Batman de Tim Burton. Ce film a entraîné la création d'un autre jeu vidéo intitulé Batman: The Video Game sorti sur NES et Game Boy. 

## Système de jeu
Le jeu se compose de cinq niveaux aux gameplays différents reprenant différentes scènes clés du film,,. Le premier environnement est l'usine chimique (Chemical Factory), une phase de plates-formes où le joueur se retrouve face à Jack Napier qu'il doit faire chuter dans une cuve de produits toxiques,,,.
Le second niveau (The Streets of Gotham City) se déroule dans les rues de Gotham City, le joueur est au volant de la Batmobile dans une phase de jeu de course dont le but est d'échapper aux acolytes du Joker,. Pour y parvenir, le joueur doit suivre un chemin indiqué par une flèche en haut de l'écran et prendre des tournants serrés à l'aide d'un grappin s'accrochant aux lampadaires jouxtant la route,,,. 
Le troisième niveau se passe dans la Batcave, une phase de réflexion où le joueur doit trouver à l'aide du Batcomputer, en moins d'une minute la combinaison des trois produits cosmétiques permettant au Joker d'empoisonner la population,,,. Dans le quatrième niveau (Gotham City Carnival), le joueur contrôle la Batwing avec laquelle il doit couper les câbles reliant à des chars les ballons du Joker remplis de gaz mortel,,. Le niveau reprend sensiblement le même gameplay que celui de la Batmobile et en est esthétiquement très proche.
Le cinquième est la dernière zone du jeu (Gotham City Cathedral), le niveau est une phase de plates-formes où le joueur doit arriver jusqu'au Joker qui se trouve au sommet de la cathédrale de Gotham City. Comme dans le premier niveau, dont le gameplay est d'ailleurs identique, le joueur doit faire chuter le Joker du haut de l'église une fois qu'il se trouve face à lui,.